# South Park: The Stick of Truth
South Park: The Stick of Truth (с англ. — «Южный Парк: Палка Истины») — компьютерная ролевая игра, разработанная студией Obsidian Entertainment совместно с South Park Digital Studios и изданная компанией Ubisoft. Игра основана на мультсериале «Южный Парк». Сюжет разворачивается вокруг персонажа по прозвищу «Новичок», переехавшего в одноимённый городок и играющего в ролевую игру с эпической фэнтезийной войной с участием людей, магов и эльфов, сражающихся за право владеть всемогущей Палкой Истины. Игра быстро выходит из-под контроля, и ребятам приходится сражаться с пришельцами, зомби-нацистами и гномами, вследствие чего весь город оказывается под угрозой уничтожения.
The Stick of Truth — псевдотрёхмерная игра с видом от третьего лица, копирующая визуальный стиль мультсериала. В свободной игре Новичок исследует Южный Парк, взаимодействуя с персонажами, выполняя различные задания и открывая новые территории по мере прохождения сюжетной кампании. Игроку на выбор даётся четыре класса — воин, маг, вор и еврей, — каждый из которых даёт персонажу уникальные способности. Новичок может сражаться против врагов вместе с напарниками, используя атаки ближнего и дальнего боя, а также особый навык главного героя — мощный метеоризм.
Разработка проекта началась в 2009 году, когда создатели «Южного Парка» Трей Паркер и Мэтт Стоун предложили Obsidian создать ролевую игру в стиле мультсериала. Паркер и Стоун принимали непосредственное участие в создании игры: они написали сценарий, разработали стиль и, как и в мультсериале, озвучили большинство персонажей. Создание The Stick of Truth было сопряжено с трудностями; в начале 2013 года, когда компания THQ, которая изначально должна была выпускать игру, обанкротилась, права на проект выкупила Ubisoft, а дата выхода неоднократно переносилась. Игра должна была выйти ещё в марте 2013 года, однако вышла лишь в марте 2014 года на платформах PlayStation 3, Windows и Xbox 360.
В некоторых странах The Stick of Truth подверглась цензуре из-за своего содержания, в частности, из-за демонстрации абортов и нацистской символики; вырезанные фрагменты Паркер и Стоун заменили подробными объяснениями того, что в них происходит. Игра получила положительные отзывы от критиков, которые хвалили комедийный сценарий, визуальную составляющую и уважительное отношение к первоисточнику. При этом рецензенты жаловались на недостаток разнообразия в боях и технические проблемы, затрудняющие прохождение. В октябре 2017 года вышло продолжение игры под названием South Park: The Fractured but Whole, в феврале 2018 года The Stick of Truth была переиздана для PlayStation 4 и Xbox One, а в сентябре — для Nintendo Switch.

## Игровой процесс
South Park: The Stick of Truth — компьютерная ролевая игра в псевдотрёхмерном формате с видом от третьего лица. Игрок, управляя Новичком, исследует вымышленный город Южный Парк в штате Колорадо, по которому он может свободно перемещаться. В некоторые места на карте, однако, доступ открывается лишь по мере прохождения основного сюжета. Новичка в его приключениях сопровождают такие узнаваемые персонажи мультсериала, как Картман, Баттерс, Стэн и Кайл, один из которых ходит с персонажем по городу и помогает ему в бою. В игре присутствует система быстрого перемещения, дающая игроку возможность с помощью персонажа Тимми попасть из одной точки на карте в другую. В начале игроку предоставляется право выбрать один из четырёх классов: воин (англ. Fighter); вор (англ. Thief); маг (англ. Mage), представляющие собой стандартные фэнтезийные классы персонажей; и еврей (англ. Jew). Еврей специализируется на так называемом «жидо-джитсу» (англ. Jew-jitsu) и дальнобойных атаках. Каждый класс обладает особыми способностями; броня и оружие не зависят от выбранного класса, благодаря чему маг имеет возможность сражаться в ближнем бою подобно вору.

«Новичок» (вверху слева) и его напарник Картман (внизу слева) сражаются с зомби-нацистами (справа). В радиальном меню предоставляется выбор из нескольких вариантов действия персонажа: обычных атак, способностей, особых предметов и призыва на помощь могущественных союзников

Новичку и его союзникам предоставлен широкий выбор атак для ближнего и дальнего боя, а также заклинаний. За выполнение заданий и победы в сражениях игрок получает очки опыта, которые повышают уровень Новичка, открывают новые способности, а также увеличивают число врагов, на которых распространяется атака, и урон от неё. Магия в игре представлена в виде способности главного героя к метеоризму; игрок использует эту способность в разных формах для выполнения отдельных заданий. Так, заклинание «Воню-Чары» (англ. Cup-A-Spell) позволяет с помощью кишечных газов взаимодействовать с объектами на расстоянии, «Нагасаки» (англ. Nagasaki) уничтожает препятствия, а с помощью заклинания «Шептун» (англ. Sneaky Squeaker) можно отвлекать врагов. Если у игрока достаточно волшебной энергии, или маны, он в состоянии объединять свои атаки с метеоризмом.
По мере прохождения игроку будут доступны такие способности, позволяющие исследовать открытый мир, как уменьшение, с помощью которого игрок сможет попасть в маленькие пространства наподобие вентиляций, телепортация, дающая возможность перемещаться в недоступные места, и метеоризмы, которые в сочетании с открытым пламенем провоцируют взрыв и убивают ближайших к нему врагов. Все действия, которые Новичок совершает с противниками вне битв, влияют на их состояние в сражениях; так, от того, кто ударит первым, — игрок или противник — зависит то, у кого будет право первого хода. Бои разворачиваются на местности, обособленной от открытого мира игры. В битвах каждому персонажу выделяется один ход на атаку или защиту, после чего право хода переходит к другому персонажу.
Во время хода игрока на экране появляется радиальное меню с выбором доступных действий — уникальных для каждого класса атак ближнего боя, особых атак, дальнобойных атак и особых предметов. Обычные удары позволяют бить противников без брони и сбивать защиту; тяжёлые удары ослабляют врагов с бронёй. Когда на экране появляется вспышка, игрок имеет возможность нажать на кнопку, чтобы усилить свой удар, заблокировать удар противника или уменьшить урон от него. Для активации каждой специальной атаки необходимо определённое число очков силы, или сокращённо ОС. Новичка в битве может сопровождать только один из напарников. Во время битв игрок в состоянии призвать на помощь таких персонажей, как Туонг Лу Ким, мистер Хэнки, Иисус и мистер Мазохист, которые побеждают всех врагов сразу; так, Иисус стреляет в противников из автомата, а Мистер Мазохист засовывает одного из них себе в анус, после чего все остальные в страхе убегают.
С помощью предметов, которые можно использовать лишь один раз за ход, игрок восстанавливает здоровье или накладывает на себя баффы, усиливающие способности персонажа. Оружие и броня могут быть улучшены с помощью особых нашивок, среди которых есть поддельные клыки вампира, жвачка и даже коготь жидокабры. Под действием оснащённого нашивками оружия противники истекают кровью и теряют здоровье, их броня ослабевает, а здоровье Новичка увеличивается, либо он крадёт его у оппонентов, либо же врагов просто рвёт. Кроме того, с помощью нашивок врагов можно поджечь, ударить током или заморозить. Некоторые противники обладают иммунитетом к одному или нескольким из этих эффектов. Враги также обладают способностью уклоняться от атак; так, те, кто находится в стойке для ответного удара, будут отбивать атаки ближнего боя, но не смогут отбить дальнобойные, а на врагов в позиции для отражения, наоборот, дальнобойные атаки не действуют.
Исследуя открытый мир, игрок может найти игрушечных чинпокомонов или новых друзей, которые присылают Новичку запросы в соцсети Facebook. Собирая друзей, игрок разблокирует привилегии, которые помогут улучшить его статистику, увеличить урон от атак или дать сопротивление к отрицательным эффектам. Профиль персонажа в Facebook также представляет собой главное меню игры, в котором находятся инвентарь и журнал заданий. Кроме того, в The Stick of Truth встречаются мини-игры. Так, игрок может испражняться, быстро нажимая кнопку, после чего будет получать куски фекалий, которые сможет бросить в противников, чтобы вызвать у них тошноту; делать аборты и использовать анальный зонд. Некоторые из этих сцен разработчикам пришлось удалить из определённых версий игры в связи с цензурой.

## Сюжет

### Мир
Место действия игры — вымышленный город Южный Парк в штате Колорадо на хребте Скалистые горы. Главный герой, которым управляет игрок, — Новичок (англ. The New Kid) по прозвищу «Чмо» (англ. Douchebag), молчаливый протагонист, недавно переехавший в город. Подружившись с местными ребятами, он оказывается втянут в эпическую фэнтезийную ролевую игру живого действия с борьбой магов и воинов за право владеть артефактом под названием «Палка Истины» (англ. The Stick of Truth) — прутиком, дарующим своему владельцу безграничное могущество.
Дом людей, которых возглавляет Великий магистр (англ. Grand Wizard) Картман, — Королевство крепости Купа (англ. Kingdom of Kupa Keep), самодельный лагерь, построенный на заднем дворе дома Картмана. На стороне людей сражаются паладин Баттерс, вор Крейг, Клайд, клирик Токен, Твик и Кенни — мальчик, одетый в платье принцессы. Враги людей — тёмные эльфы, живущие в эльфийском королевстве на заднем дворе своего правителя, которым является Верховный жидоэльф (англ. High Jew Elf) Кайл; на их стороне, в свою очередь, воин Стэн и бард Джимми. Ребята играют на всей территории города, в близлежащем лесу и даже в Канаде (которая представлена в пиксельном формате в стиле 16-битных ролевых игр). Некоторые локации из мультсериала, появляющиеся в игре, — начальная школа Южного Парка, торговый центр Южного Парка, кинотеатр «Биджоу», ресторан «Сити Вок» и кофейня братьев Твик.
В The Stick of Truth фигурируют следующие персонажи «Южного Парка»: отец Стэна Рэнди Марш, школьный учитель мистер Гаррисон, Иисус, школьный психолог мистер Маки, бывший вице-президент США Эл Гор, любитель садомазохизма мистер Мазохист, разумный кусок фекалий мистер Хэнки, владелец ресторана «Сити Вок» Туонг Лу Ким, дядя Стэна Джимбо, мэр Макдэниелс, отец Макси, Скитер, канадские знаменитости Терренс и Филлип, кальсонные гномы, дети-готы, рыжие дети, люди-крабы, лесные твари, а также местные ребята Тимми, Скотт Малкинсон и Кевин Стоули.

### История
В Южный Парк переезжает Новичок, родители которого стараются спасти ребёнка от забытого им прошлого. Новичок быстро заводит дружбу с Баттерсом, принцессой Кенни и их лидером Картманом. Получив прозвище «Чмо», герой узнаёт о Палке Истины, на которую зарятся все в королевстве. Вскоре после этого на крепость Купа нападают эльфы и забирают Палку. Картман изгоняет Клайда, которому было поручено защищать Палку от эльфов. С помощью лучших воинов Картмана Чмо удаётся отвоевать Палку у Джимми. Той же ночью Чмо и ещё нескольких горожан похищают пришельцы. С помощью отца Стэна, Рэнди, Чмо сбегает, а корабль пришельцев падает на торговый центр.
К утру о крушении НЛО узнаёт Правительство США и решает отвести подозрения, заявляя, что на месте крушения на самом деле строится ресторан Taco Bell. По возвращении в крепость Купа Чмо узнаёт, что эльфы снова украли Палку. Картман и Кайл поручают Чмо завербовать готов, каждый в свою команду, причём каждый из них заявляет, что Палка находится у другого. Рэнди соглашается помочь Чмо с вербовкой готов после того, как тот пробирается на место крушения и узнаёт о том, что правительственные агенты планируют взорвать город, чтобы уничтожить инопланетную слизь, вытекшую из корабля. Эта слизь превращает живых существ в зомби-нацистов (англ. Nazi Zombies), говорящих отрывками из речей Адольфа Гитлера; один из заражённых сбегает из заключения и распространяет вирус по всему Южному Парку.
Тем же вечером Картман или Кайл (в зависимости от того, чью сторону примет игрок) ведут свою армию в бой против врага в школе. После битвы дети узнают, что Палку на самом деле украл Клайд, желающий отомстить за своё изгнание. Клайд собирает перебежчиков из числа людей и эльфов и использует инопланетную слизь для создания армии зомби-нацистов. Люди и эльфы объединяются для противостояния Клайду, но их силы оказываются не равны. Ночью гномы крадут трусы Чмо; победив их, герой получает способность уменьшаться и увеличиваться в размерах.
Новичок получает приказ завербовать девочек. Они соглашаются помочь после того, как Чмо пробирается в абортарий и отправляется в Канаду с целью узнать, кто в их компании распространяет сплетни. Заручившись поддержкой девочек, пиратов-детсадовцев и фанатов «Звёздного пути», люди и эльфы нападают на тёмную башню Клайда. Появляется Рэнди, который сообщает, что правительственные агенты хотят взорвать Южный Парк и для этого заложили в анусе мистера Мазохиста бомбу. Чмо приходится уменьшиться в размерах, залезть внутрь мистера Мазохиста и обезвредить бомбу. Наконец, герой добирается до Клайда и сражается с воскрешённым и обращённым в зомби-нациста Шефом; Шефа удаётся победить. Клайд решает, что он больше не играет, и Картман сталкивает его с башни.
Прибывают правительственные агенты, которые рассказывают, что Чмо скрывался от них из-за своей способности быстро заводить друзей в социальных сетях, которую правительство захотело использовать в своих целях. Узнав о том, что Палка даёт неограниченную власть, глава агентов, завладев ею, предлагает герою встать на его сторону. Чмо отказывается, однако принцесса Кенни предаёт друзей, забирает Палку и сражается против них, заразив себя зомби-нацистским вирусом. После нескольких безуспешных попыток одолеть зомби-нацистскую принцессу Кенни Картман просит Чмо нарушить священное правило и «пукнуть на яйца» Кенни. После того как Чмо делает это, Кенни взрывается, а все зомби-нацисты снова становятся людьми. В эпилоге Южный Парк отстраивают заново, а ребята возвращают Палку Истины себе; они решают, что мощь Палки слишком велика, и выбрасывают её в пруд Старка.

## Разработка

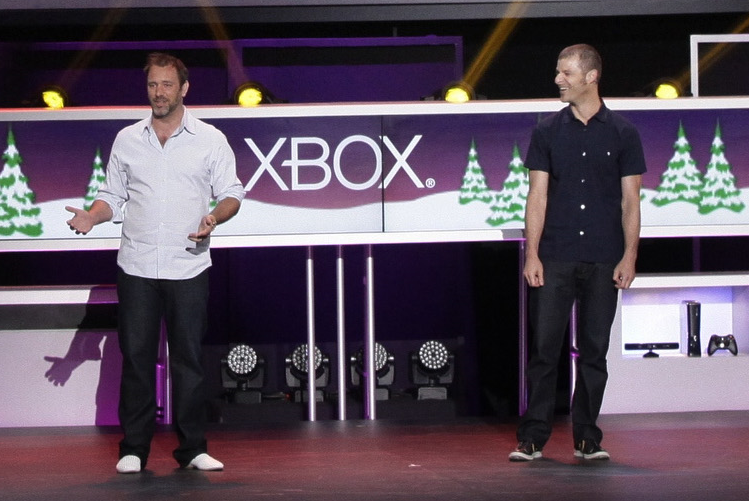
Создатели «Южного Парка» Трей Паркер и Мэтт Стоун рассказывают об игре на выставке Electronic Entertainment Expo 2012. Дуэт принимал непосредственное участие в создании The Stick of Truth с целью в точности передать атмосферу мультсериала

Разработка South Park: The Stick of Truth продлилась в общей сложности четыре года. В 2009 году создатели «Южного Парка» Трей Паркер и Мэтт Стоун обратились к Obsidian Entertainment с целью обсудить возможность создания игры по мультсериалу. Паркер, который является поклонником игр Obsidian, в том числе Fallout: New Vegas (2010), хотел создать ролевую игру, поскольку этот жанр им со Стоуном нравился ещё с детства. Паркер и Стоун настояли на перенесении в проект визуального стиля мультсериала. Свой первоначальный концепт Паркер разработал как «южнопарковую» версию фэнтезийной ролевой игры The Elder Scrolls V: Skyrim (2011), а длина его первого варианта сценария составляла 500 страниц. Сотрудники South Park Digital Studios нарисовали концепт вступительной сцены игры, чтобы показать, чего они хотели добиться от Obsidian в плане картинки и игровых механик. Хотя на основе мультсериала ранее создавалось несколько лицензионных игр (например, South Park 1998 года и South Park Rally 1999 года), Паркер и Стоун не принимали участия в их разработке и критиковали игры за их качество. В связи с отрицательной реакцией создатели «Южного Парка» стали бережнее относиться к своему проекту и уже приняли непосредственное участие в создании The Stick of Truth; до этого они отказывали в лицензии некоторым другим играм на основе мультсериала.
Стоун и Паркер тесно сотрудничали с Obsidian при работе над проектом, иногда проводя двух- или трёхчасовые встречи в течение четырёх и более дней подряд. Они работали со студией вплоть до того времени, когда до выпуска игры оставалось две недели. Участие Паркера и Стоуна не ограничилось творческим вкладом; их компания изначально вложила средства в игру, считая, что основанному на противоречивом мультсериале проекту будет трудно получить финансовую поддержку от издателей без ограничений с их стороны с целью сделать игру более приемлемой для рынка. Изначальное финансирование было направлено на то, чтобы позволить Obsidian разработать достаточную часть игры для демонстрации её полноценной концепции потенциальным издателям. В декабре 2011 года компания THQ заявила, что будет вместе с Obsidian работать над проектом, получившим название South Park: The Game. Это сотрудничество переросло в сделку после того, как компания-владелец «Южного Парка» Viacom, настороженно относившаяся к компьютерным играм, сократила финансирование проекта. На момент подписания соглашения с THQ Obsidian уже знала, что партнёр испытывает финансовые трудности.
В марте 2012 года компания Microsoft закрыла проект Obsidian для консоли Xbox One под кодовым названием «North Carolina» после семи месяцев разработки, что вылилось в увольнение от 20 до 30 сотрудников, в числе которых были и те, кто работал над The Stick of Truth. В мае 2012 года появилась информация об окончательном названии игры. В декабре 2012 года после неудачных релизов нескольких своих проектов THQ объявила себя банкротом в соответствии с главой 11 Кодекса США. The Stick of Truth по-прежнему была в планах, в то время как THQ пыталась в период банкротства провести реструктуризацию и снова начать получать прибыль. Однако компании не удалось найти покупателя, и суд штата Делавер постановил, что THQ будет стоить больше, если её активы будут проданы по отдельности.
В конце декабря права на The Stick of Truth были выставлены на продажу; Obsidian не была поставлена в известность. South Park Digital Studios не была довольна таким поворотом событий и заявила, что у THQ нет полномочий продавать права на публикацию и что THQ было предоставлено исключительное право на использование определённых торговых марок и авторских прав, связанных с «Южным Парком». Кроме того, South Park Digital заявила, что если THQ всё же продаст права на проект, за компанией останется долг в размере $ 2,27 млн и что они имеют возможность потребовать назад все элементы игры и все права, связанные с мультсериалом. THQ потребовала решить вопрос с South Park Digital через суд, заявив, что их права всё же являются исключительными и, следовательно, могут передаваться третьим лицам. 24 января 2013 года Суд по делам о банкротстве США одобрил продажу активов THQ, в том числе The Stick of Truth.
Компания Ubisoft выкупила права на проект за $ 3,2 млн. Через три недели компания решила, что игра требует существенных изменений, и перенесла дату выхода на март 2014 года. Паркер и Стоун, опираясь на мнение креативного консультанта из Ubisoft, поняли, что на реализацию их первоначального замысла уйдёт слишком много времени и что это очень дорого обойдётся. В 2014 году глава Obsidian Фергюс Уркхарт заявил в интервью, что он не имеет возможности рассказать о том, что изменилось в проекте с момента присоединения к процессу разработки Ubisoft. 12 февраля 2014 года South Park: The Stick of Truth официально «ушла на золото». После выхода игры Стоун заявил, что работы, связанной с проектом, оказалось гораздо больше, чем они с Паркером ожидали. «Я [признаю] тот факт, что мы переработали то, что нам не понравилось, и делали эту игру дольше, чем ожидали другие», — сказал он.

### Дизайн
Я уже целую вечность не играл в эту игру [EarthBound], но я помню, какие эмоции испытывал: «Обалдеть, я маленький ребёнок дома, рядом моя мама, а вот я иду на улицу и дерусь как муравей с мышкой». Поначалу всё казалось таким реалистичным… У меня в голове была одна мысль: «А хочу ли я, чтобы [South Park: The Stick of Truth] создавала такое ощущение, как будто ты маленький ребёнок и ты играешь в игру, а вокруг тебя происходит некоторое дерьмо?»
На раннем этапе переговоров с Obsidian Паркер и Стоун настаивали на том, что в игру должен быть перенесён уникальный визуальный стиль двухмерной анимации, основанный на технике перекладки. Obsidian предоставила доказательство концепции, чтобы доказать, что разработчики способны сделать проект в стилистике «Южного Парка»; Стоуна и Паркера увиденное устроило. Работа над мультсериалом ведётся в программе Autodesk Maya, однако Obsidian для работы над игровыми ассетами и анимациями использовала программу Adobe Flash. Изначально влияние на разработчиков оказал Skyrim, а более весомым источником вдохновения стала ролевая игра EarthBound, выпущенная в 1995 году. Кроме того, по словам Паркера и Стоуна, влияние на дизайн также оказали смесь двухмерной и трёхмерной анимации в играх серии Paper Mario и молчаливый протагонист Линк из серии The Legend of Zelda. Костюмы и классы персонажей позаимствованы из серии «Южного Парка» под названием «Возвращение братства кольца в две башни». Obsidian создала множество различных фэнтезийных предметов, брони и оружия, но Паркер и Стоун велели разработчикам «сделать их более дрянными», чтобы создать впечатление, будто дети сами нашли или сделали большинство из этих вещей; «оружие» представляет собой клюшки для гольфа, молотки, стрелы с присосками и деревянные мечи, а в качестве одежды выступают банные халаты, перчатки-прихватки и полотенца, используемые как плащи. Студия, производящая «Южный Парк», предоставила Obsidian полный доступ к архиву художественных активов; это позволило разработчикам включить в игру новые идеи, в том числе неиспользованные образы чинпокомонов. Персонажей озвучили актёры из «Южного Парка», а Obsidian получила доступ к аудиоресурсам, в том числе к звуковым эффектам, музыке и услугам композитора мультсериала Джейми Данлэпа.
О написании комедийного сценария к игре, в которой диалоги повторяются, а шутки кажутся устаревшими, Стоун сказал следующее:
Мы пишем шутки, а шутки забавные. Когда в игре вы слышите одну и ту же шутку в четвёртый, в пятый, в шестой, в восьмидесятый, в стомиллионный раз — она перестаёт быть смешной, вы теряете веру в неё, начинаете задумываться над ней и так по кругу… Нам всегда больше нравилась «свежая выпечка», но в компьютерной игре это так не работает. Но ведь наша игра — это не просто сборник смешных сцен из «Южного Парка», а, хотелось бы надеяться, нечто большее.

Оригинальный текст (англ.)We write jokes, and the jokes are funny. With a game, the fourth, fifth, sixth, 80th, 100 millionth time you've seen that joke it becomes not funny, then you lose faith in it, and then you question it, and you go round this emotional circle ... We've always liked fresh-baked stuff a little better but, with a video game, it doesn't work that way. But the game isn't just a collection of funny South Park scenes, hopefully it's more than that.

Как и в мультсериале, в The Stick of Truth высмеиваются политические и социальные проблемы: аборты, межрасовые отношения, анальное зондирование, наркозависимость, секс, крайнее насилие и бедность. «Мы рассматривали [юмор] с точки зрения его злободневности для общества и думали, стоит ли усугублять ситуацию, поскольку [Паркер и Стоун] обожают раздвигать границы и, как правило, наотрез отказываются давать заднюю; но по-настоящему здравым был вопрос о том, можем ли мы сделать это всё смешнее, — и ответ зачастую был положительным», — рассказывает креативный консультант Джордан Томас.
В процессе разработки концепция игры претерпела различные изменения. Так, вместо четырёх классов, которые были в итоговой версии игры (воин, маг, вор и еврей), в первоначальном варианте их было пять: паладин (англ. Paladin), чародей (англ. Wizard), плут (англ. Rogue), авантюрист (англ. Adventurer) и еврей. Последний класс разработчики называли персонажем, представляющим собой смесь монаха и паладина, придерживающимся принципа «кто не рискует, тот не выигрывает» и становящимся сильнее на волоске от смерти. В первой версии присутствовали другие локации и противники, в том числе дети-вампиры, которых можно было встретить на кладбище и в церкви, хиппи, миссия по отъёму куклы Картмана у рыжих детей, битвы с боссами, которыми являлись гигантское крылатое чудовище и Пэрис Хилтон, — основная атака последней называлась «вагиновзрыв» (англ. vag blast). Люди-крабы, у которых была большая роль в сюжете, чем в финальной версии (там появляется всего один человек-краб), делили демилитаризированную зону с кальсонными гномами, а мистер Хэнки и его семья жили в большой рождественской деревне, которая по итогу стала маленьким домиком в городской канализации. Уркхарт позднее отмечал, что на момент начала разработки у компьютерных игр было меньше свободы слова, чем у других СМИ, что ограничивало число контента, который можно было включить в The Stick of Truth. В тот период, когда игру ещё должна была издавать THQ, разработчики задумались о возможности добавления в версию для Xbox 360 поддержки бесконтактного контроллера Kinect — по их мнению, с его помощью игроки могли бы давать персонажу голосовые команды, дразнить врагов и оскорблять Картмана, на что персонажи впоследствии реагировали бы. Разработчики также анонсировали загружаемый контент, который должен был стать эксклюзивом для Xbox 360: это внутриигровые наборы Mysterion Superhero и Good Times with Weapons, в составе каждого из которых были уникальные виды оружия, костюмы и специальные атаки, а также три сюжетных дополнения. Ни один из этих проектов Ubisoft так и не выпустила.

## Выход
South Park: The Stick of Truth вышла на консолях PlayStation 3 и Xbox 360 и на компьютерах с операционной системой Windows 4 марта 2014 года в Северной Америке, 6 марта в Австралии и России и 7 марта в Европе. На территории России за локализацию и издание игры отвечала компания «Новый Диск», выпустившая проект под названием «South Park: Палка Истины»; в русской версии переведены только интерфейс и субтитры, оригинальная озвучка осталась нетронутой. Изначально игра должна была выйти 5 марта 2013 года, однако THQ отложила релиз на два месяца. В январе 2013 года, когда THQ объявила о банкротстве, Ubisoft выкупила права на проект, не обозначив новую дату выхода. К маю 2013 года Ubisoft подтвердила планы на выпуск игры позднее в том же году после того, как она пропала из графика выхода будущих игр компании. 26 сентября 2013 года Ubisoft объявила, что выход проекта состоится в декабре, но только на PlayStation 3 и Xbox 360, а о дате релиза на Windows компания не сообщила. Уже в октябре появилась информация о переносе игры на март 2014 года. Выход проекта в Германии и Австрии, запланированный на 6 марта 2014 года, был отложен после того, как в немецкой локализации обнаружили отсылки к нацистской тематике. 13 июня 2016 года Ubisoft заявила, что The Stick of Truth выйдет в цифровом формате на PlayStation 4 и Xbox One, а также в Steam. Консольные версии были доступны только тем, кто оформил предзаказ на продолжение игры, The Fractured but Whole. Отдельные физические и цифровые копии для PlayStation 4 и Xbox One вышли 13 февраля 2018 года. 25 сентября 2018 года в цифровом формате вышла версия для Nintendo Switch.
Кроме того, в продажу поступило коллекционное издание «Grand Wizard Edition», в состав которого вошли сама игра, шестидюймовая фигурка Великого магистра Картмана, созданная компанией Kidrobot, карта королевства Южного Парка и дополнение под названием Ultimate Felowship (с англ. — «Беспардонное братство»). В состав этого дополнения вошли четыре набора одежды, дающих разные способности; так, одежда некроманта (англ. Necromancer Sorcerer) позволяет увеличить наносимый огнём урон, облик убийцы (англ. Rogue Assassin) даёт игроку возможность получать больше денег, образ эльфа-охотника (англ. Ranger Elf) повышает урон, наносимый оружием, а в обличье защитника всего святого (англ. Holy Defender) у игрока повышается защита. Кроме того, вышел набор из трёх костюмов под названием Super Samurai Spaceman (с англ. — «Супер-космо-самурай»): костюм супергероя даёт игроку бафф в самом начале боя, наряд самурая даёт бафф при победе над врагом, а в обличье космонавта игрок получает щит.
Три серии «Южного Парка», вышедшие в ноябре—декабре 2013 года и образующие трилогию «Чёрная пятница» («Чёрная пятница», «Песнь зада и пламени» и «Сиськи и Драконы»), представляют собой сюжетную предысторию игры. В них персонажи носят свои фэнтезийные костюмы и ведут себя так же, как и в игре. В этих сериях высмеивается долгий процесс разработки проекта; так, в «Чёрной пятнице» Картман в разговоре с Кайлом, подразумевая Obsidian, говорит следующее: «Если ты предзаказываешь игру, ты обязуешься заплатить за то, над чем эти дебилы в Калифорнии ещё лет пять работать будут»; а «Сиськи и Драконы» заканчиваются рекламой с объявлением даты выхода игры и выражающим скептицизм Баттерсом. В обзоре на «Чёрную пятницу» IGN назвал серию «чем-то вроде рекламного обзора» и в какой-то степени рекламой The Stick of Truth.

### Цензура

В версиях игры для европейских стран некоторые сцены были заменены картинками с описанием того, что в них происходит, и высмеиванием причин, по которым их нельзя показывать

Незадолго до выхода игры Ubisoft заявила, что семь сцен из неё подвергнутся цензуре. По словам представителей студии, такое решение приняли не цензоры, а компании, занимающиеся локализацией проектов Ubisoft для стран EMEA. В странах Европы, Ближнего Востока, Африки, а также в России ограничения распространились на версии для PlayStation 3 и Xbox 360, а версия для Windows цензурных правок избежала. На все издания игры цензура распространилась в Австралии, Сингапуре, Гонконге, Германии, Австрии и Тайване. Единственный регион, где все версии игры вышли без всякой цензуры, — это Северная Америка. Особенно сильно пришлось изменить немецкую версию, поскольку в ней присутствуют изображения и слова, связанные с нацистской идеологией и Гитлером, в том числе свастики и нацистские приветствия, которые в Германии запрещены. Представитель европейской рейтинговой системы Pan European Game Information (PEGI) подтвердил, что компания получила полную версию игры и позволила ей выйти на рынок с рейтингом «18» (аналог в России — «18+»), который позволяет играть в неё людям старше 18 лет. Позднее Ubisoft самостоятельно, без подачи PEGI, отдала на рассмотрение зацензуренную версию проекта; этот вариант получил такое же возрастное ограничение.
В удалённых сценах демонстрируется применение на персонажах анальных зондов и моменты, когда персонажу игрока делают аборт, а после он сам выполняет данную процедуру. Вместо них на экране появляется изображение статуи с рукой на лице, под которым присутствует текстовое описание происходящего в вырезанном отрывке. В Австралии те же сцены удалили потому, что Австралийская аттестационная комиссия отказалась присваивать рейтинг игре со сценами сексуального насилия, в особенности с участием персонажа игрока, которого зондируют и которому делают аборт. Аналогично европейскому варианту, данные моменты заменили на текстовое описание событий с изображением плачущей коалы на фоне.
По словам Стоуна, он был в курсе того, что в игру придётся внести правки, чтобы её допустили в продажу, и что они с Паркером решили вставить изображения-заполнители, чтобы цензуру не пришлось скрывать. Стоун назвал цензуру двойным стандартом, которому дуэт сопротивлялся, но также считал, что она не испортила проект, а наоборот, позволила высмеять причины изменений. После релиза вышла созданная пользователями ПК модификация для версии на Windows, убирающая из игры цензуру.

## Восприятие

### Отзывы критиков
| Сводный рейтинг       | Сводный рейтинг                                                 |
| Агрегатор             | Оценка                                                          |
| --------------------- | --------------------------------------------------------------- |
| GameRankings          | PS3: 84,94 % PC: 87,00 % X360: 84,03 % PS4: 81,00 % NS: 77,50 % |
| Metacritic            | PC: 85/100 PS3: 85/100 X360: 82/100                             |
| «Критиканство»        | 87/100                                                          |
| Иноязычные издания    |                                                                 |
| Издание               | Оценка                                                          |
| CVG                   | 9/10                                                            |
| Destructoid           | 8/10                                                            |
| Edge                  | 8/10                                                            |
| EGM                   | 8.5/10                                                          |
| Game Informer         | 8.5/10                                                          |
| GameSpot              | 7/10                                                            |
| GameZone              | 8/10                                                            |
| IGN                   | 9/10                                                            |
| PSU                   | 8/10                                                            |
| Русскоязычные издания |                                                                 |
| Издание               | Оценка                                                          |
| Absolute Games        | 9/10                                                            |
| GameMAG.ru            | 8/10                                                            |
| Gametech              | «Отлично»                                                       |
| «IGN Россия»          | 8,5/10                                                          |
| ITC.ua                | «Отлично»                                                       |
| PlayGround.ru         | 8,9/10                                                          |
| Riot Pixels           | 90/100                                                          |
| StopGame.ru           | «Изумительно»                                                   |
| «Игромания»           | 8/10                                                            |
| «Игры Mail.ru»        | 8/10                                                            |
| «Канобу»              | 9/10                                                            |

South Park: The Stick of Truth удостоилась в основном положительных отзывов от критиков. Согласно сайту-агрегатору Metacritic, версии для Windows, PlayStation 3 и Xbox 360 получили «в основном положительные отзывы» — они получили 85 (для Windows и PS3) и 82 (для Xbox 360) балла из 100 соответственно. Согласно российскому сайту-агрегатору «Критиканство», версии игры для тех же платформ получили 87 баллов из 100.
Критики назвали проект одной из наиболее верных исходному материалу игр и отметили, что, управляя игровым персонажем, они будто бы попадали в сам мультсериал. По мнению GamesRadar+, с точки зрения почитания первоисточника The Stick of Truth открыла для «Южного Парка» новые горизонты так же, как это в своё время сделала игра Batman: Arkham Asylum для франшизы о Бэтмене. Журналисты положительно оценили «доступный для исследования в открытом мире Южный Парк с солидными шутками на 12—14 часов, расплывчатыми отсылками и юмором, берущим лучшие социальные комментарии и оскорбительные шутки из семнадцати сезонов шоу». По мнению автора Computer and Video Games, в игре так много отсылок к мультсериалу, что Batman: Arkham City просто меркнет на её фоне. По словам журналиста Destructoid, опыт от возможности прогуляться по детализированному городку сравним с опытом от исследования родного города Симпсонов в игре Virtual Springfield. Одну из главных причин успеха проекта критики увидели в передаче визуального стиля оригинала, благодаря которой игру не отличить от серии мультсериала; этот приём, по их мнению, и отдаёт дань уважения первоисточнику, и представляет собой нечто новое в сфере компьютерных игр. Некоторые журналисты посчитали, что порой визуальный стиль плохо сказывается на восприятии игры, поскольку объекты и подсказки из-за него перестают быть различимыми, а повторяющиеся анимации по ходу прохождения начинают надоедать. Computer and Video Games заявляет, что Obsidian создала открытый мир, который, казалось, существовал всегда.
Журналисты высоко оценили юмор в игре. Так, Game Informer назвал проект одной из лучших комедийных игр, когда-либо выходивших. IGN похвалил The Stick of Truth за остроумную сатиру на жанр ролевых игр, а другие журналисты добавили, что игра не только стабильно смешная, но и умеренно неистовая, шокирующая, провокационная, самоуничижительная и не боится, что может задеть кого-либо. Многие рецензенты сошлись во мнении, что бо́льшая часть контента в игре нацелена именно на фанатов «Южного Парка» и тем, кто не смотрел мультсериал, некоторые шутки могут быть непонятны; другие же заявили, что не имеет значения, смотрел игрок мультсериал или нет, поскольку проект предоставляет достаточно контекста, чтобы шутки смогли улыбнуть. IGN заявил, что The Stick of Truth — это та игра, которую всегда хотели увидеть фанаты «Южного Парка», однако, по словам некоторых журналистов, не имей игра лицензии на торговую марку «Южного Парка», её поверхностность сильнее бросалась бы в глаза.
Мнения критиков относительно боевой системы разделились; одни называли бои в игре глубокими и приятными, другие — пустыми и однообразными. Одни журналисты сочли боевую механику простой и в то же время допускающей сложную тактику ведения боя, а других привлёк тот факт, что во время сражений приходится отражать вражеские атаки и увеличивать урон от своих. Были и те, кто хвалил боёвку, называя её механики крепкими и замысловатыми; эти черты, по мнению журналистов, создают интересную систему ведения боя, спрятанную за нарочито примитивным визуальным оформлением. По мнению некоторых критиков, от недостатка глубины боёвка по мере прохождения начинает казаться монотонной; по их мнению, хотя система боя забавна и привлекательна, к концу игры сражения становятся рутиной. Журналист Joystiq заявил, что защищаться интереснее, чем нападать, поскольку защита связана с быстротой реакции на атаки противника, такие как выступление Эла Гора с презентацией. Destructoid считает, что со временем игра перестаёт быть интересной из-за скудного выбора приёмов для нападения. GameSpot счёл боёвку слишком простой и страдающей от нехватки трудности, поскольку множество дополнительных предметов вроде целебных эликсиров игрок находит чаще, чем использует, а мощные способности делают победу над противниками слишком лёгкой. Другие журналисты с этим мнением не согласились и рассказали о своём приятном опыте применения широкого выбора способностей героев, союзников, оружия, брони и элементов для прокачки в бою. Эффекты от усилений порой сбивали рецензентов с толку, и те отмечали, что усиливающие предметы просто повышают уровень аспектов, на которые они влияют, до максимума. Joystiq назвал возможность призыва особых персонажей во время боя экстремальной с точки зрения мощности и зрелищности.
Журналиста IGN разочаровали минимальные, по его мнению, различия между такими классами, как вор и еврей, из-за которых снижалась мотивация снова проходить игру за другой класс. Некоторые миссии и побочные квесты IGN называл утомительными и выделяющимися скорее сеттингом, нежели качеством, в то время как другие рецензенты сочли головоломки в открытом мире умным способом избежать сражения, доставлявшим удовольствие во время своего появления в игре. Тем не менее GameSpot счёл головоломки заскриптованными и простыми. Одни журналисты отметили, что многие функции игрового процесса и элементы управления в игре были плохо объяснены, из-за чего ими было тяжело пользоваться; другим же не понравилось слишком долгое время загрузки во время перехода в новые локации и медленные меню вроде страницы Новичка в Facebook.

### Продажи
В первую неделю продаж в Великобритании South Park: The Stick of Truth стала самой продаваемой игрой на всех платформах (физические копии), сместив с первого места игру Thief. Продажи версии для Xbox 360 составляют 53 % всех проданных копий игры; за ней идут версии для PlayStation 3 (41 %) и Windows (6 %). Во вторую неделю продажи упали на 47 %, из-за чего The Stick of Truth оказалась на третьем месте, уступив Titanfall и Dark Souls II. В период со 2 по 15 марта 2014 года South Park: The Stick of Truth была самой продаваемой игрой на платформе цифровой дистрибуции Steam. Проект также занял третье место в списке самых продаваемых игр за март 2014 года, уступив лишь Titanfall и Thief, и тридцать первое среди самых продаваемых игр на цифровых носителях в 2014 году.
На территории Северной Америки South Park: The Stick of Truth заняла третью позицию среди самых продаваемых игр на цифровых носителях за март 2014 года, уступив Titanfall и Infamous: Second Son. Продажи цифровых копий составили 25 % от всех продаж игры, что позволило ей стать самым загружаемым проектом Ubisoft. Кроме того, The Stick of Truth стала девятой самой продаваемой загружаемой игрой за 2014 год в PlayStation Store. В мае 2015 года Ubisoft подтвердила, что по состоянию на март того же года было продано 1,6 млн копий проекта. По состоянию на февраль 2016 года Ubisoft продала уже 5 млн копий.

### Награды и номинации
В 2012 году The Stick of Truth получила премию Game Critics Awards как лучшая игра в жанре «Лучшая ролевая игра». Игра получила три премии NAVGTR за 2014 год в следующих категориях: «Комедийный сценарий», «Анимация» и «Неоригинальная ролевая игра». Кроме того, она удостоилась номинаций ещё в трёх категориях: «Игра года», «Original Light Mix Score (Franchise)» и «Звуковые эффекты». За озвучку нескольких персонажей Паркер получил награду в категории «Комедийная роль второго плана»; Стоун также был номинирован. The Stick of Truth удостоилась трёх номинаций на премию Golden Joystick Awards: «Игра года», «Лучшее повествование» и «Лучшая работа визуального дизайнера». На церемонии открытия премии The Game Awards Паркер получил приз за «лучшую актёрскую игру», а сама The Stick of Truth была номинирована в категориях «Лучшая ролевая игра» и «Лучшее игровое повествование». На фестивале South by Southwest в 2015 году игра получила награду за «лучшее слияние» (англ. Excellence in Convergence), то есть за успешную адаптацию материала из иной сферы развлечений. The Stick of Truth также удостоилась номинации на 18-й церемонии вручения премии D.I.C.E. Awards в категории «Выдающееся достижение в развитии сюжета».
IGN поместил The Stick of Truth на пятидесятое место в своём списке лучших игр для консолей седьмого поколения, а Giant Bomb отметил то, что разработчики преодолели все трудности, наградив игру титулом «Лучшая неожиданность» (англ. Best Surprise). Shacknews и Financial Post разместили проект на седьмом месте в своих списках лучших игр 2014 года, а по версии The Guardian игра заняла двенадцатое место. Читатели и редакция российского издания StopGame.ru выбрали South Park: The Stick of Truth «лучшей адаптацией» 2014 года. Kotaku назвал саундтрек Данлэпа одной из лучших работ того года — по словам журналиста, композитор «знатно обстебал музыку из Skyrim, передав яркую музыкальность „Южного Парка“». В 2017 году IGN составил список «100 самых незабываемых моментов из игр», в котором отрезок с пиксельной Канадой оказался на 98 месте, а PC Gamer назвал The Stick of Truth одной из лучших ролевых игр в истории. В 2018 году проект попал на 82-е место в списке 100 лучших ролевых игр по версии Game Informer; «в мире лицензионных игр лишь немногие тайтлы выделяются как исключительные или достойные того, на чём они основаны», — написал журналист издания.

## Продолжение
В марте 2014 года Мэтт Стоун и Трей Паркер заявили, что с радостью возьмутся за продолжение The Stick of Truth, — всё зависит лишь от того, как проект примут критики и геймеры. В июне 2015 года Ubisoft анонсировала продолжение под названием South Park: The Fractured but Whole. Эту игру разработала для платформ PlayStation 4, Windows и Xbox One уже не Obsidian Entertainment, а Ubisoft San Francisco. Продолжение вышло по всему миру 17 октября 2017 года. По сюжету Новичок снова играет вместе с детьми из Южного Парка, на этот раз в супергероев. В 2018 году The Fractured but Whole вышла на Nintendo Switch, портированием занималась студия Ubisoft Pune.

### Комментарии
1. ↑  англ. Power Points, или PP, произносится как «peepee».
2. ↑  В официальной русской локализации их называют «зомби-фашистами».